# Walter Obwexer
Walter Obwexer (* 1965 in Brixen, Südtirol) ist ein italienisch-österreichischer Rechtswissenschaftler. Seit 2012 ist er Universitätsprofessor für Europarecht, Völkerrecht und Internationale Beziehungen an der Universität Innsbruck, seit März 2015 auch Studiendekan und stellvertretender Dekan der Rechtswissenschaftlichen Fakultät.

## Leben
Walter Obwexer besuchte nach der Pflichtschule von 1971 bis 1979 in St. Peter (Villnöß) und Klausen das Realgymnasium in Brixen, wo er 1984 die Reifeprüfung ablegte. Anschließend begann er das von den Universitäten Innsbruck und Padua gemeinsam angebotene „Integrierte Diplomstudium der Rechtswissenschaften“, das er 1990 mit einer Diplomarbeit über „Das Accordino als völkerrechtlicher Vertrag in seiner gegenwärtigen Anwendung und zukünftigen Entwicklung“ als Magister der Rechtswissenschaften beendete.
Nach dem Militärdienst bei den Gebirgsjägern Italiens im Rechtsbüro 1990/91 war er Assistent am Institut für Völkerrecht, Europarecht und Internationale Beziehungen der Universität Innsbruck, wo er 1998 zum Doktor der Rechte promovierte. Seit 2003 ist er Lehrbeauftragter für Europarecht am Management Center Innsbruck (MCI). 2008 habilitierte er sich für die Fächer „Europarecht und Völkerrecht unter besonderer Berücksichtigung des Internationalen Wirtschaftsrechts“ mit einer Schrift über „Das Recht der Unionsbürger, sich frei zu bewegen und aufzuhalten, als fünfte Grundfreiheit“ und wurde zum außerordentlichen Universitätsprofessor ernannt. Seine Habilitationsschrift wurde öffentlich dafür kritisiert, dass sie „zu knapp einem Drittel heimlich aus seiner Doktorarbeit abgeschrieben“ war, weshalb ein Gutachten vom 5. April 2011 der Österreichischen Agentur für Wissenschaftliche Integrität (ÖAWI) „die Grundsätze guter wissenschaftlicher Praxis verletzt“ sah.
Trotz der Kritik erfolgte zum 1. Oktober 2012 durch den neuen Rektor Tilmann D. Märk (unter dem österreichischen Wissenschaftsminister Karlheinz Töchterle, seinem Vorgänger als Rektor) die Ernennung zum Universitätsprofessor für Europarecht, Völkerrecht und Internationale Beziehungen am Institut für Europarecht und Völkerrecht der Universität Innsbruck. Mit 1. März 2015 wurde er zum Studiendekan und stellvertretenden Dekan der Rechtswissenschaftlichen Fakultät der Universität Innsbruck bestellt.
Seit 1991 ist er wissenschaftlicher Berater der Südtiroler Landesregierung in EU-Fragen, seit 1994 wissenschaftlicher Berater der österreichischen Bundesministerien für Verkehr, Innovation und Technologie, für Wissenschaft und Forschung sowie des Innenministeriums und der Tiroler Landesregierung in EU-Fragen und der Regierung des Fürstentums Liechtenstein. Seit 2002 ist er außerdem Mitglied des EU-Beirates der österreichischen Bundesregierung. 2017 erstellte er daher für das österreichische Verkehrsministerium die Rechtsexpertise zur geplanten deutschen Pkw-Maut, die zur Grundlage des Vertragsverletzungsverfahrens Österreichs gegen Deutschland auf EU-Ebene wurde; 2019 entschied dann der Europäische Gerichtshof (EuGH) die entsprechende Klage Österreichs, dass die deutsche Pkw-Maut gegen EU-Recht verstößt.
Im Oktober 2019 wurde Obwexer als Nachfolger von Ivo Hajnal zum Senatsvorsitzenden der Universität Innsbruck für die Funktionsperiode bis September 2022 gewählt, im Oktober 2022 wurde er in dieser Funktion bestätigt. Außerdem ist er Vorsitzender des Akademierates der Silvius-Magnago-Akademie.

## Publikationen (Auswahl)
- 2007: Europarecht: das Recht der europäischen Union, gemeinsam mit Michael Schweitzer und Waldemar Hummer, Manz-Verlag, Wien, ISBN 978-3-214-00150-6
- 2009: Grundfreiheit Freizügigkeit: das Recht der Unionsbürger, sich frei zu bewegen und aufzuhalten, als fünfte Grundfreiheit, Manz-Verlag, Wien, ISBN 978-3-214-13719-9
- 2018: Grenzen europäischer Normgebung: EU-Kompetenzen und Europäische Grundrechte, herausgegeben von Doris König und Dirk Uwer, Bucerius Law School Press, Hamburg, ISBN 978-3-86381-062-7

## Auszeichnungen (Auswahl)
- 1999: Jean-Monnet-Wissenschaftspreis für Europarecht[3]
- 2003: Tiroler Landespreis für Wissenschaft – Förderungspreis[15]
- 2011: Preis der Landeshauptstadt Innsbruck für wissenschaftliche Forschung[16]
- 2021: Verdienstkreuz des Landes Tirol[17]
- 2022: Großes Silbernes Ehrenzeichen für Verdienste um die Republik Österreich[18]